# 馬高·施蒙尼
馬高·施蒙尼（Marco Simone，1969年1月7日—），前意大利足球運動員，司職前鋒或中場，退役後成為足球教練。馬高·施蒙尼曾2度效力意大利球會AC米蘭，為AC米蘭在各項比賽上陣245場，打入74球，並4次贏得意甲冠軍、2次贏得歐冠。

## 榮譽
AC米蘭
- 意大利足球甲級聯賽: 1991–92, 1992–93, 1993–94, 1995–96
- 歐洲盃/歐洲冠軍聯賽: 1989–90, 1993–94
- 歐洲超級盃: 1989（英语：1989 European Super Cup）, 1994（英语：1994 UEFA Super Cup）
- 洲際盃足球賽: 1989（英语：1989 Intercontinental Cup）

巴黎聖日耳門
- 法國盃: 1997–98（英语：1997–98 Coupe de France）
- 法國聯賽盃: 1997–98（英语：1998 Coupe de la Ligue Final）

摩納哥
- 法國足球甲級聯賽: 1999–2000（英语：1999–2000 Division 1）